# Kristin Wardetzky
Kristin Wardetzky (* 26. Juli 1942 in Ranis) ist eine deutsche Professorin im Ruhestand für Theaterpädagogik, Märchen- und Erzählforscherin und Erzählerin. Sie lebt und arbeitet in Berlin.

## Leben
Nach dem Abitur studierte Kristin Wardetzky Germanistik und Anglistik an der Friedrich-Schiller-Universität in Jena und im Fernstudium Pädagogische Psychologie in Leipzig. Von 1970 bis 1992 war sie Theaterpädagogin am Theater der Freundschaft in Berlin. Dort etablierte sie die Rezeptionsforschung als Spezifikum des Kinder- und Jugendtheaters. Unter ihrer Leitung wurde in umfangreichen und langfristig angelegten Studien, die strenge sozialwissenschaftliche Standards erfüllten, das Rezeptionsverhalten von Kindern und Jugendlichen erforscht.
1983 promovierte sie an der Humboldt-Universität zu Berlin mit einer Arbeit zum Thema „Kinder im Theater – eine rezeptionspsychologische Untersuchung“, 1991 habilitierte sie sich mit der Schrift „Märchen - Lesarten von Kindern. Eine empirische Studie“.
Nach ihrem Wechsel an die Fachhochschule für Sozialwesen Darmstadt (1992) und an die Universität der Künste Berlin (1993) bildeten Märchen- und Mythenforschung sowie das Künstlerische Erzählen den Schwerpunkt ihrer Lehr- und Forschungstätigkeit.

## Wirken
Kristin Wardetzky war mehrere Jahre als Jury- und Kuratoriumsmitglied tätig, u. a. von 1992 bis 1995 und von 2002 bis 2005 beim Kinder- und Jugendtheaterzentrum Frankfurt/Main.
Von 1999 bis 2003 und von 2009 bis 2015 war Kristin Wardetzky Vorsitzende des Vereins „Gemeinschaft zur Förderung der Kinder- und Jugendliteratur e.V.“ (siehe LesArt).
2001 gründete sie mit vier ihrer ehemaligen Studentinnen das Erzähltheater „FabulaDrama“, 2007 den Verein „Erzählkunst e. V.“ und die erste Offene Erzählbühne in Berlin.
Sie ist Initiatorin und Entwicklerin zahlreicher Erzähltheaterprojekte in der kulturellen Bildung. Von 2005 bis 2007 war Wardetzky Initiatorin des Pilotprojektes „Sprachlos?“ zur Sprachförderung von Kindern mit Migrationshintergrund. Das Projekt wurde 2007 mit dem Sonderpreis der Jury des Wettbewerbs ‚Kinder zum Olymp‘ ausgezeichnet. Ab Ende 2008 erfolgt die Weiterentwicklung des Projekts [nun gemeinsam mit Sabine Kolbe] zu ‚ErzählZeit‘. 2012/13 wurde es in die Regelförderung des Berliner Senats für Bildung, Jugend und Familie übernommen und erhielt den Preis im bundesweiten Wettbewerb „Ideen für die Bildungsrepublik“.
2009/2010 konzipierte und initiierte sie den Zertifikatskurs „Künstlerisches Erzählen – Storytelling in Art and Education“ am Berliner Career Centre College der Universität der Künste Berlin.
Neben ihrer umfangreichen Publikationstätigkeit geht Kristin Wardetzky einer regen Vortragstätigkeit in der Bundesrepublik Deutschland und im Ausland (u. a. Österreich, Schweiz, Norwegen, Irland, Wales, Schottland, USA, Kanada) nach.
Wardetzkys wissenschaftlicher und theaterpädagogischer Vorlass wird vom Deutschen Archiv für Theaterpädagogik (DATP) betreut.
Seit 2018 ist Kristin Wardetzky Mitglied des Vorstandes der Märchen-Stiftung Walter Kahn sowie Ehrenvorsitzende des Vereins Erzählkunst e.V.

## Preise und Auszeichnungen
- 1993 Preis der ASSITEJ der Bundesrepublik Deutschland
- 2001 Thüringer Märchen- und Sagenpreis „Ludwig Bechstein“
- 2015 Bundesverdienstkreuz am Bande[3]
- 2015 Europäischer Märchenpreis
- 2016 Wildweibchenpreis der Stadt Reichelsheim/Odenwald

## Werke

### Monografien
- Ins Tiefe springen, Gespräche mit Kindern. Berlin 1990.
- Märchen – Lesarten von Kindern. Berlin/Bern et al. 1992.
- mit Jürgen Kirschner: Kinder im Theater. Schriftenreihe der Bundesvereinigung Kulturelle Jugendbildung, Bd. 25, 1993.
- Projekt Erzählen. Hohengehren 2007.

- mit Christiane Weigel: Sprachlos? Erzählen im interkulturellen Kontext. Erfahrungen aus einer Grundschule. Hohengehren 2010².
- Ankommen. Über die Lust an der narrativen Vermittlung von Sprache und Kultur. kopaed, München 2019, ISBN 978-3-86736-526-0.

### Herausgeberin
- mit Helga Zitlsperger: Märchen in Unterricht und Erziehung heute. Hohengehren 1997.
- mit Hubert Ivo: ... aber spätere Tage sind als Zeugen am weisesten. Zur literarisch-ästhetischen Bildung im politischen Wandel. Berlin 1997.
- mit Helge Gerndt: Die Kunst des Erzählens. Berlin/Brandenburg 2002.
- mit Gundel Mattenklott: Metamorphosen des Märchens. Hohengehren 2005.
- mit Nikola Hübsch: Zeit für Geschichten. Erzählen in der Kulturellen Bildung. Hohengehren 2017.

### Sammelwerke (Auszug)
- Erzähltheater. In: Koch, G. / Streisand, M. (Hg.): Wörterbuch der Theaterpädagogik. Berlin / Milow 2003, S. 90-91-
- Märchen. In: Steinlein, R. / Strobel, H. / Kramer, T. (Hg.): Handbuch der Kinder- und Jugendliteratur. SBZ/DDR. Von 1945 bis 1990. Stuttgart / Weimar 2006, Spalte 555–628.
- Sklavensprache. Märchen und Fabeln in repressiven Gesellschaftssystemen. In: Plath, M. / Mannhaupt, G. (Hg.): Kinder – Lesen – Literatur. Hohengehren 2008, S. 179–293.
- Bilder der Brisanz. Erzählen als theatraler Akt in der Schule. In: Schneider, W. (Hg.): Theater und Schule. Ein Handbuch zur kulturellen Bildung. Bielefeld 2009, S. 317–331.
- Grimms Märchen auf Berliner Schauspielbühnen 1844 – 1990. In: Pohlmann, C. / Friemel, B. (Hg.): Rotkäppchen kommt aus Berlin! Ausstellungskatalog Staatsbibliothek Berlin 2012, S. 178–202.
- Erzählkunst. In: H. Bockhorst, V.-I. Reinwand, W. Zacharias (Hg.): Handbuch Kulturelle Bildung. München 2012, S. 485–487.
- Das Märchen oder die Brillanz des Unscheinbaren. In: Rora, C. / Roszak, S. (Hg.): Ästhetik des Unscheinbaren. Annäherungen aus Perspektiven der Künste, der Philosophie und der Ästhetischen Bildung. Oberhausen 2013, S. 155–168.
- Inkubationszeit des Mündlichen. Über das Zuhören beim Märchenerzählen. In: Dehn, M. / Merklinger, D. (Hg.): Erzählen – vorlesen – zum Schmökern anregen. Frankfurt am Main 2015, S. 47–56.
- Der andere Blick. Rezeptionsforschung am Kinder- und Jugendtheater. In: Schneider W. / Taube, G.(Hg.): Das Kinder- und Jugendtheaterzentrum in der Bundesrepublik Deutschland. Frankfurt am Main 2015, S. 195–207.
- „… die Märchen in den Ofen feuern!“ Der Märchenstreit im Nachkriegsdeutschland. In: Brinker-von der Heyde, C. / Ehrhardt, H. / Ewers, H.-H. / Inder, A. (Hg.): Märchen, Mythen und Moderne. 200 Jahre Kinder- und Hausmärchen der Brüder Grimm. Bd. 2, Frankfurt am Main u. a. 2015, S. 847–873.
- Erzählen und Erzähler in der Odyssee. In: Janning, J. / Pecher, C. M. / Richter, K. (Hg.): Erzählen im Prozess des gesellschaftlichen Wandels. Hohengehren, 2015, S. 17–34.
- Vergessen – Erinnern – Vergelten in der Odyssee. In: Vergessen und Erinnern im und mit Märchen. Forschungsbeiträge aus der Welt der Märchen. Krummwisch bei Kiel 2019, S. 152–169.
- Der Blick über den Tellerrand: Erzählen im Aufwind. In: Glasenapp, G. v./Pecher, C. M./Giesa, F./Anker, M. (Hg.:): Erzählen in Wort und Bild. Beiträge zur Theorie und Praxis kinder- und jugendliterarischer Erzählwelt. Hohengehren 2019, S. 3–18.